# IrAero
IrAero (russisch ИрАэро) ist eine russische Fluggesellschaft mit Sitz in Irkutsk. Sie betreibt nationale und internationale Linienflüge, Charterflüge und Frachtflüge.

## Geschichte
IrAero wurde 1999 in Irkutsk gegründet. Vor 2006 bestand das Hauptgeschäft aus Frachttransporten in den fernöstlichen und nordöstlichen Regionen des Landes. Seit 2006 führt IrAero Passagiertransporte durch.

### Finanzielle Schwierigkeiten
Im März 2019 hat sich die Verwaltung der Region Irkutsk im Rahmen der Corporation for the Development of Irkutsk Region (CDIR) (deutsch: Kooperation für die Entwicklung der Region Irkutsk) bereit erklärt, an der finanziell angeschlagenen privaten Fluggesellschaft IrAero Airlines aus Irkutsk einzusteigen und eine 51-prozentige Mehrheitsbeteiligung zu übernehmen.
Die Bemühungen, IrAero zu retten, wurden auch von Ramport-Aero, dem Betreiber des Flughafens Schukowsky und der Solidarnost Bank, einem der wichtigsten Partner der Fluggesellschaft, unterstützt. Die drei Unternehmen und IrAero haben eine Absichtserklärung unterzeichnet, so eine Erklärung von Ramport-Aero.

### Betriebsverbot in der EU
Im April 2022 wurde die Gesellschaft auf die als „Schwarze Liste“ bezeichnete EU-Flugsicherheitsliste gesetzt und ihr damit der Betrieb in der EU untersagt. Grund dafür ist, dass die russische Föderale Agentur für Lufttransport russischen Gesellschaften erlaubt, ausländische Luftfahrzeuge ohne gültiges Lufttüchtigkeitszeugnis zu betreiben.

## Flugziele
Die Fluggesellschaft bedient hauptsächlich Ziele innerhalb Russlands und in den Nachbarländern China, der Mongolei sowie in Usbekistan und Aserbaidschan.

## Flotte

### Aktuelle Flotte
Mit Stand Februar 2024 besteht die Flotte der IrAero aus 31 Flugzeugen:
| Flugzeugtyp         | Anzahl | bestellt | Anmerkungen                               | Sitzplätze |
| ------------------- | ------ | -------- | ----------------------------------------- | ---------- |
| Airbus A319-100     | 01     |          |                                           | 156        |
| Antonow An-24       | 09     |          |                                           | 48         |
| Antonow An-26       | 02     |          |                                           | 42         |
| Antonow An-26       | 08     |          | Frachtflugzeuge                           | Cargo      |
| Bombardier CRJ200   | 01     |          | inaktiv                                   | 50         |
| Irkut MC-21-300     |        | 10       | ursprüngliche Bestellung bereits von 2017 | - offen -  |
| Suchoi Superjet 100 | 10     |          | fünf inaktiv                              | 93 103     |
| Gesamt              | 31     | 10       |                                           |            |

Ehemalige Flugzeugtypen
- Boeing 777-200ER
- Bombardier CRJ100

## Ehemalige Flugzeugtypen
- 3 Boeing 777-200ER (2018 von VIM Airlines übernommen)[9]

## Zwischenfälle
- Am 8. August 2011 schoss eine Antonow An-24RW in Blagoweschtschensk über die Landebahn hinaus. Von den 41 Insassen wurden vier Passagiere schwer verletzt, das Flugzeug wurde zum Totalschaden.[10]

- Eine Antonow AN-26B setzte am 27. Dezember 2002 zu hart auf, wodurch das Flugzeug zum Totalschaden wurde. Keiner der sechs Insassen ist dabei gestorben.[11]